# Cerville
Cerville és un municipi francès situat al departament de Meurthe i Mosel·la i a la regió del Gran Est. L'any 2007 tenia 585 habitants.

## Demografia

### Població
El 2007 la població de fet de Cerville era de 585 persones. Hi havia 200 famílies, de les quals 24 eren unipersonals (16 homes vivint sols i 8 dones vivint soles), 68 parelles sense fills, 104 parelles amb fills i 4 famílies monoparentals amb fills.
La població ha evolucionat segons el següent gràfic:
Habitants censats

### Habitatges
El 2007 hi havia 215 habitatges, 207 eren l'habitatge principal de la família, 1 era una segona residència i 7 estaven desocupats. Tots els 215 habitatges eren cases. Dels 207 habitatges principals, 194 estaven ocupats pels seus propietaris, 11 estaven llogats i ocupats pels llogaters i 2 estaven cedits a títol gratuït; 7 tenien tres cambres, 34 en tenien quatre i 166 en tenien cinc o més. 182 habitatges disposaven pel capbaix d'una plaça de pàrquing. A 75 habitatges hi havia un automòbil i a 129 n'hi havia dos o més.

### Piràmide de població
La piràmide de població per edats i sexe el 2009 era:
| Homes | Edats   | Dones |
| ----- | ------- | ----- |
| 0     | 95 o +  | 0     |
| 0     | 90 a 94 | 0     |
| 0     | 85 a 89 | 4     |
| 0     | 80 a 84 | 0     |
| 4     | 75 a 79 | 0     |
| 8     | 70 a 74 | 8     |
| 12    | 65 a 69 | 8     |
| 8     | 60 a 64 | 12    |
| 20    | 55 a 59 | 24    |
| 32    | 50 a 54 | 20    |
| 36    | 45 a 49 | 24    |
| 16    | 40 a 44 | 28    |
| 4     | 35 a 39 | 20    |
| 28    | 30 a 34 | 28    |
| 8     | 25 a 29 | 0     |
| 24    | 20 a 24 | 20    |
| 16    | 15 a 19 | 12    |
| 32    | 10 a 14 | 8     |
| 24    | 5 a 9   | 24    |
| 24    | 0 a 4   | 24    |

## Economia
El 2007 la població en edat de treballar era de 394 persones, 290 eren actives i 104 eren inactives. De les 290 persones actives 275 estaven ocupades (143 homes i 132 dones) i 15 estaven aturades (4 homes i 11 dones). De les 104 persones inactives 35 estaven jubilades, 49 estaven estudiant i 20 estaven classificades com a «altres inactius».

### Ingressos
El 2009 a Cerville hi havia 208 unitats fiscals que integraven 587,5 persones, la mediana anual d'ingressos fiscals per persona era de 21.721 €.

### Activitats econòmiques
Dels 14 establiments que hi havia el 2007, 3 eren d'empreses extractives, 1 d'una empresa alimentària, 1 d'una empresa de fabricació d'altres productes industrials, 2 d'empreses de construcció, 1 d'una empresa de comerç i reparació d'automòbils, 2 d'empreses de transport, 2 d'empreses immobiliàries, 1 d'una empresa de serveis i 1 d'una empresa classificada com a «altres activitats de serveis».
Dels 3 establiments de servei als particulars que hi havia el 2009, 1 era un paleta, 1 fusteria i 1 perruqueria.
L'únic establiment comercial que hi havia el 2009 era una carnisseria.
L'any 2000 a Cerville hi havia 5 explotacions agrícoles que ocupaven un total de 825 hectàrees.

## Equipaments sanitaris i escolars
El 2009 hi havia una escola elemental integrada dins d'un grup escolar amb les comunes properes formant una escola dispersa.

## Poblacions més properes
El següent diagrama mostra les poblacions més properes.